# Coptorhina nanus
Coptorhina nanus là một loài bọ cánh cứng trong họ Bọ hung (Scarabaeidae).